# HITnRUN Phase Two
HITnRUN Phase Two es el trigésimoséptimo álbum de estudio del músico estadounidense Prince y el último en ser publicado oficialmente antes de su fallecimiento el 21 de abril de 2016. Fue lanzado tres meses después de su antecesor, HITnRUN Phase One.
El tema "Baltimore" es un homenaje a Freddie Gray, ciudadano negro fallecido en custodia policial.

## Lista de canciones
| N.º | Título                  | Duración |  |
| 1.  | «Baltimore»             | 4:34     |  |
| 2.  | «RocknRoll Love Affair» | 4:02     |  |
| 3.  | «2 Y. 2 D.»             | 3:50     |  |
| 4.  | «Look at Me, Look at U» | 3:27     |  |
| 5.  | «Stare»                 | 3:46     |  |
| 6.  | «Xtraloveable»          | 5:01     |  |
| 7.  | «Groovy Potential»      | 6:17     |  |
| 8.  | «When She Comes»        | 3:46     |  |
| 9.  | «Screwdriver»           | 4:15     |  |
| 10. | «Black Muse»            | 7:22     |  |
| 11. | «Revelation»            | 5:21     |  |
| 12. | «Big City»              | 6:25     |  |